# Elaeocarpaceae
Die Elaeocarpaceae sind eine Familie in der Ordnung der Sauerkleeartigen (Oxalidales) innerhalb der Bedecktsamigen Pflanzen (Magnoliopsida).

## Beschreibung

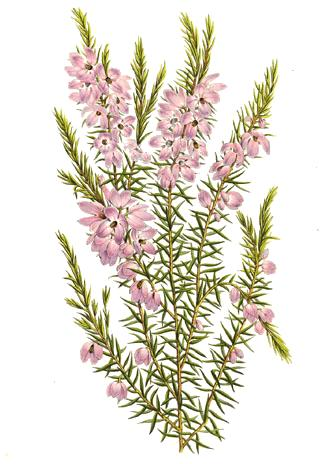
Illustration des erikoiden Strauches Tetratheca pilosa

### Vegetative Merkmale
Die meisten Arten sind immergrün und verholzen: Sträucher oder Bäume; einige Arten sind erikoide Sträucher; selten sind es krautige Pflanzen.
Die Laubblätter sind meist wechselständig und spiralig, manchmal gegenständig oder in Wirteln (Tetratheca) angeordnet. Bei einigen Arten ist der Blattstiel angeschwollen. Die einfachen Blattspreiten färben sich intensiv rot oder orange, selten gelb beim Absterben. Bei manchen Arten sind die Laubblätter zu Schuppen reduziert. Die Blattränder sind oft gezähnt oder gesägt, selten fast glatt. Die Nebenblätter sind klein.

### Generative Merkmale
Die oft hängenden Blüten sind einzeln oder in seitenständigen, zymösen, rispigen oder oft traubigen Blütenstände angeordnet.
Die meist zwittrigen Blüten sind radiärsymmetrisch und vier- oder fünfzählig (selten neunzählig) mit doppelter Blütenhülle. Die meist vier oder fünf Kelchblätter sind frei oder höchstens an ihrer Basis verwachsen. Wenn vier oder fünf Kronblätter vorhanden sind, dann sind sie meist frei oder selten höchstens an ihrer Basis verwachsen. Die meist freien 8 bis 100 Staubblätter sind zentrifugal angelegt und entspringen auf einem mehr oder weniger vergrößerten Diskus oder dem Blütenboden (Receptakulum). Die Staubbeutel sind meist viel länger als die Staubfäden. Meist zwei bis zehn oder mehr Fruchtblätter sind zu einem oberständigen Fruchtknoten verwachsen, selten ist nur ein Fruchtblatt vorhanden. Je Blüte ist ein Griffel vorhanden mit ein, meist zwei bis zehn Narben, entsprechend der Anzahl Fruchtblätter.
Als Früchte werden meist Kapselfrüchte mit oder ohne Stacheln, Steinfrüchte, selten Beeren gebildet. Bei Arten mit Kapselfrüchten sind die Samen behaart.

## Vorkommen
Die meisten Arten wachsen in den Tropen und Subtropen, einige Arten in den Gemäßigten Breiten. Es gibt Arten in Madagaskar, Südostasien, auf dem Malaiischen Archipel, im östlichen Australien, in Neuseeland, auf den Karibischen Inseln und in Chile.

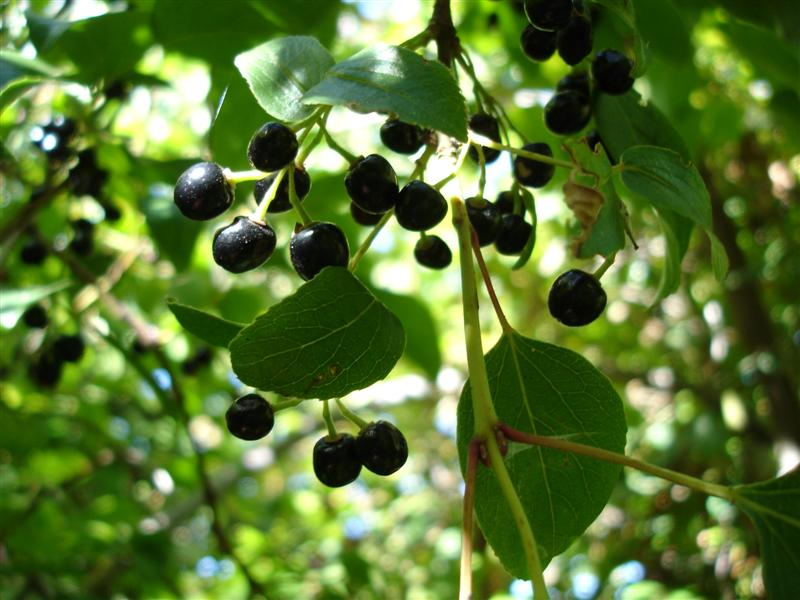
Früchte von Aristotelia chilensis

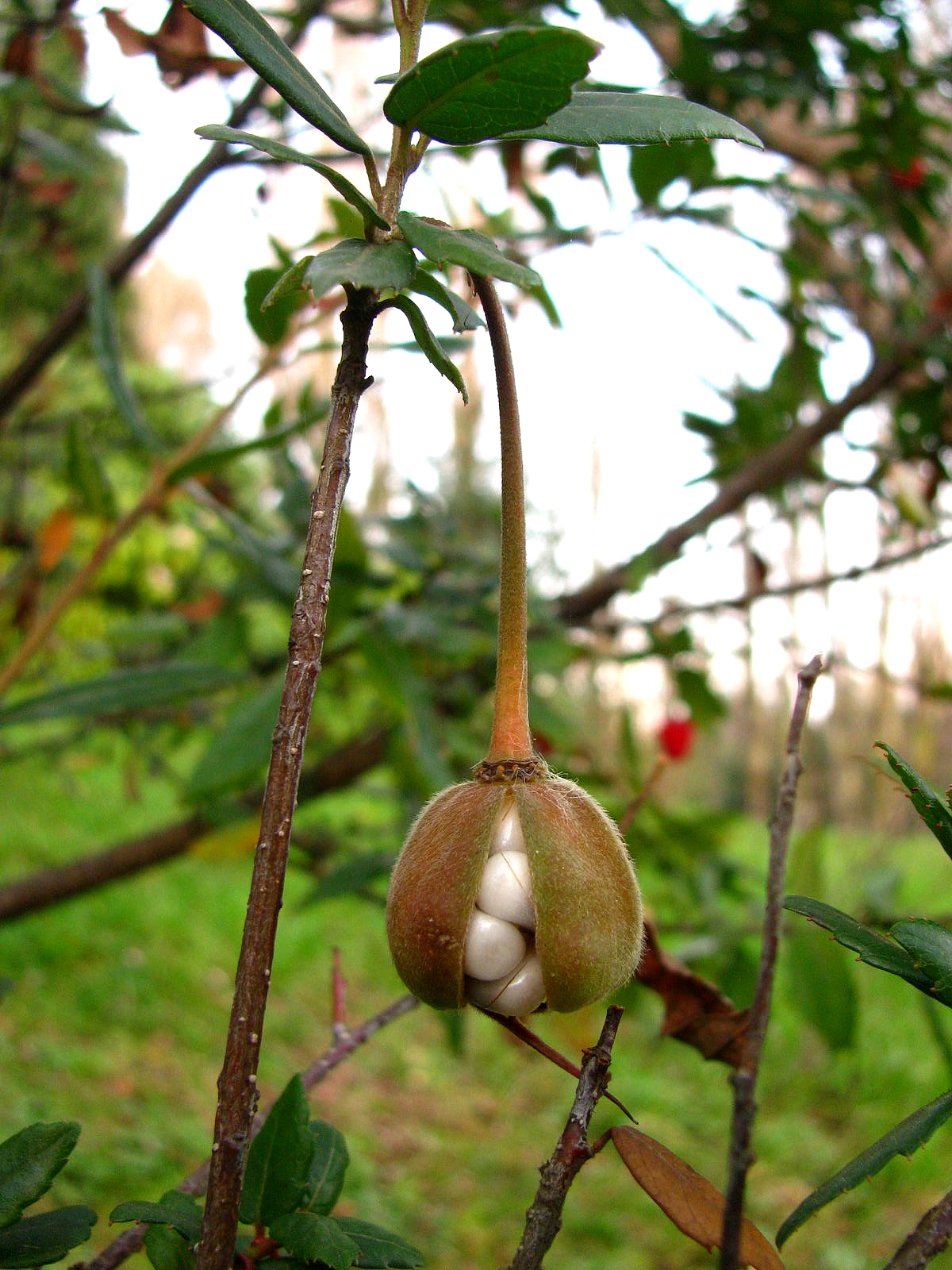
Sich öffnende Frucht von Crinodendron hookerianum

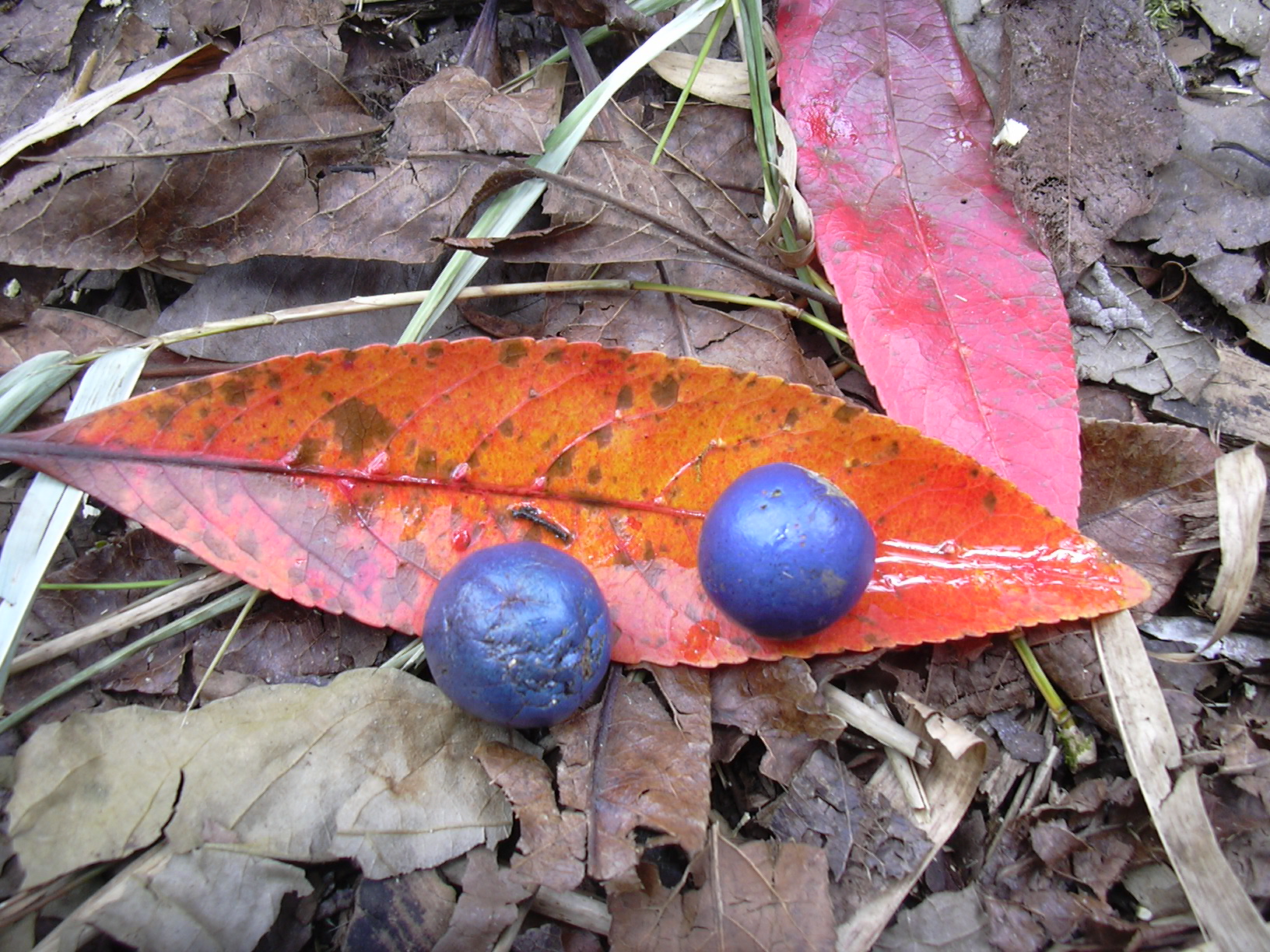
Elaeocarpus grandis, blaue Steinfrüchte und gefärbtes Laub

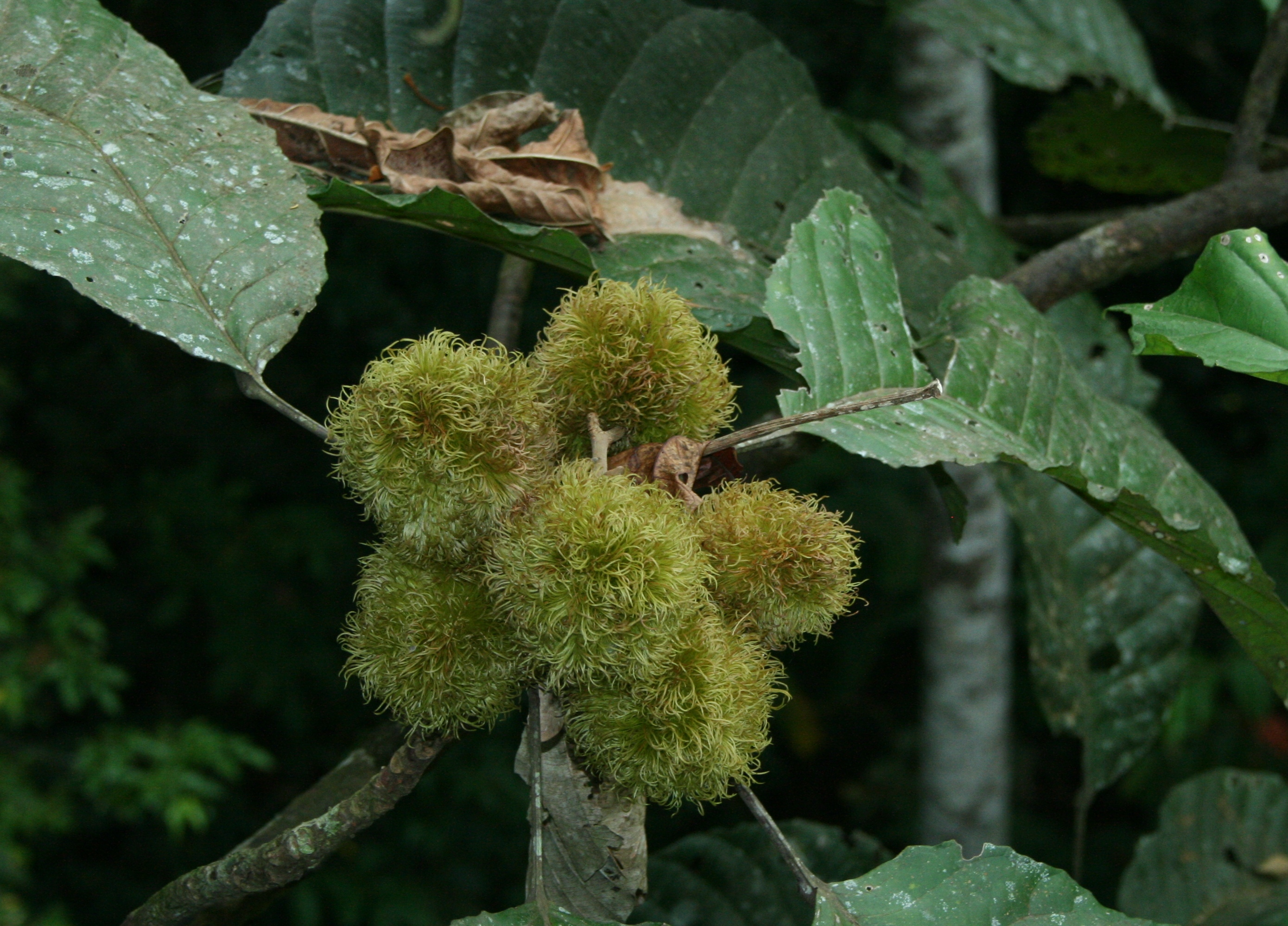
Zweig mit Früchten von Sloanea grandiflora

## Systematik
Die Familie Elaeocarpaceae wurde 1816 durch Antoine Laurent de Jussieu in Augustin-Pyrame de Candolle: Essai sur les Propriétés Médicales des Plantes, S. 87 aufgestellt. Typusgattung ist Elaeocarpus L. Synonyme für Elaeocarpaceae Juss. ex DC. sind: Aristoteliaceae Dum., Tetrathecaceae R.Br., Tremandraceae R.Br. ex DC.
In der Familie der Elaeocarpaceae gibt es (neun bis) zwölf Gattungen mit etwa 605 Arten:
- Aceratium DC.: Die etwa fünf Arten kommen in Australien, Neuseeland, Chile und Peru vor.
- Aristotelia L’Her.: Es gibt etwa acht Arten, darunter:
  - Aristotelia chilensis (Molina) Stuntz
  - Aristotelia serrata (J.R.Forst. & G.Forst.) W.R.B.Oliv.
- Crinodendron Molina: Es gibt etwa vier Arten.
- Dubouzetia Pancher ex Brongn. & Gris: Es gibt etwa elf Arten.
- Elaeocarpus L.: Die etwa 350 Arten kommen in Madagaskar, Indien bis Japan und Südostasien, Australasien, im südwestlichen Pazifikraum und auf Hawaii vor.
- Peripentadenia L.S.Sm.: Mit vielleicht nur der australischen Peripentadenia phelpsii B.Hyland & Coode
- Platytheca Steetz: Es gibt etwa sechs Arten.
- Sericolea Schltr.: Es gibt etwa 18 Arten, darunter:
  - Sericolea micans Schltr.
- Sloanea L.: Die etwa 150 Arten kommen hauptsächlich in Asien und der Neuen Welt vor, nur fünf Arten in Australien. Darunter:
  - Sloanea caribaea Krug & Urb. ex Duss: Aus dem nördlichen Südamerika
- Tetratheca Sm.: Die etwa 20 Arten kommen weitverbreitet nur in Australien vor.
- Tremandra R.Br. ex DC.: Es gibt etwa zwei Arten.
- Vallea Mutis ex L.f.: Es gibt etwa zwei Arten.

## Nutzung
Von einigen Arten werden die Früchte roh oder getrocknet gegessen. Es gibt auch medizinische Anwendungen.

## Bilder
Elaeocarpus sylvestris var. ellipticus:

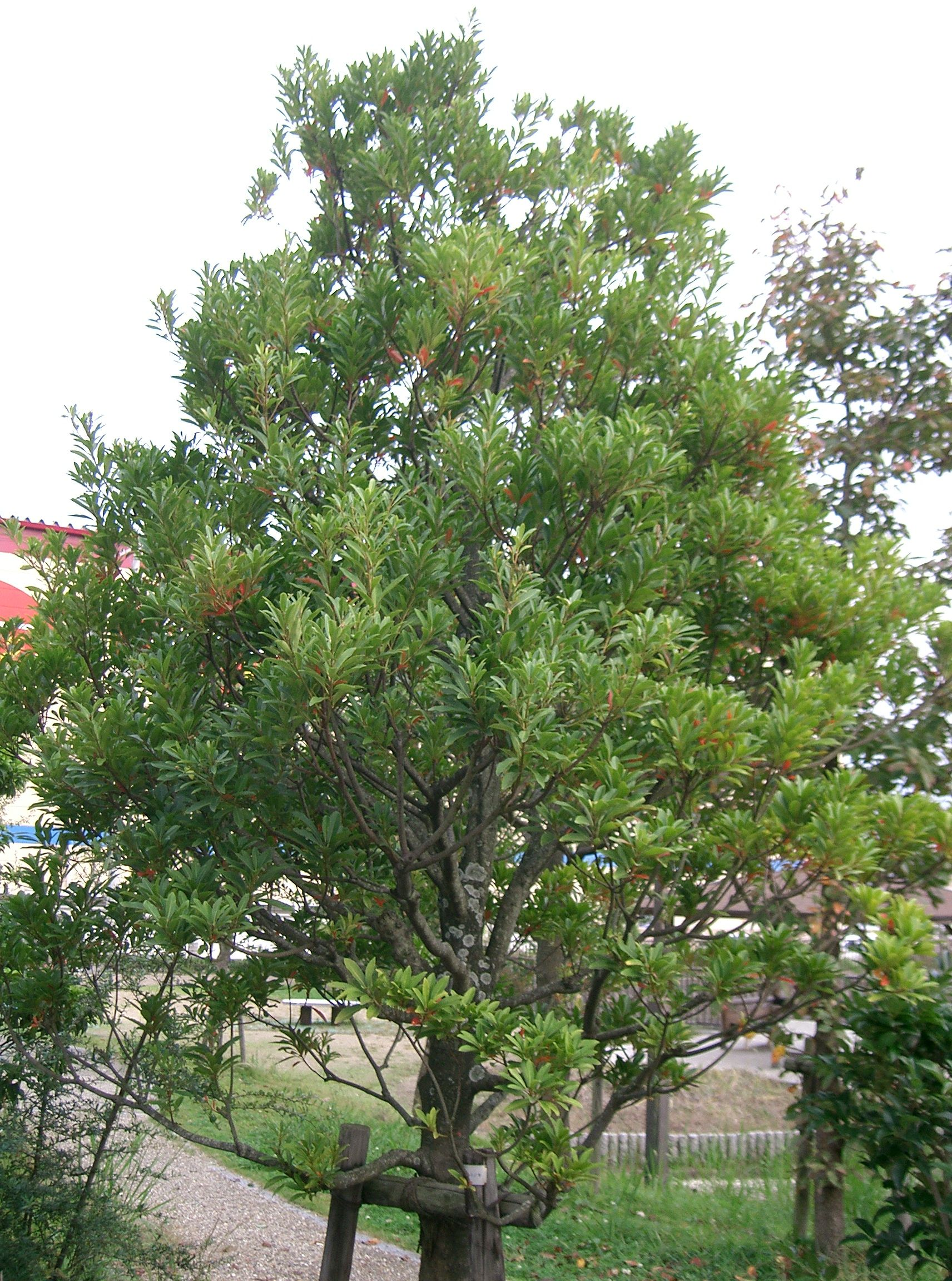
Habitus
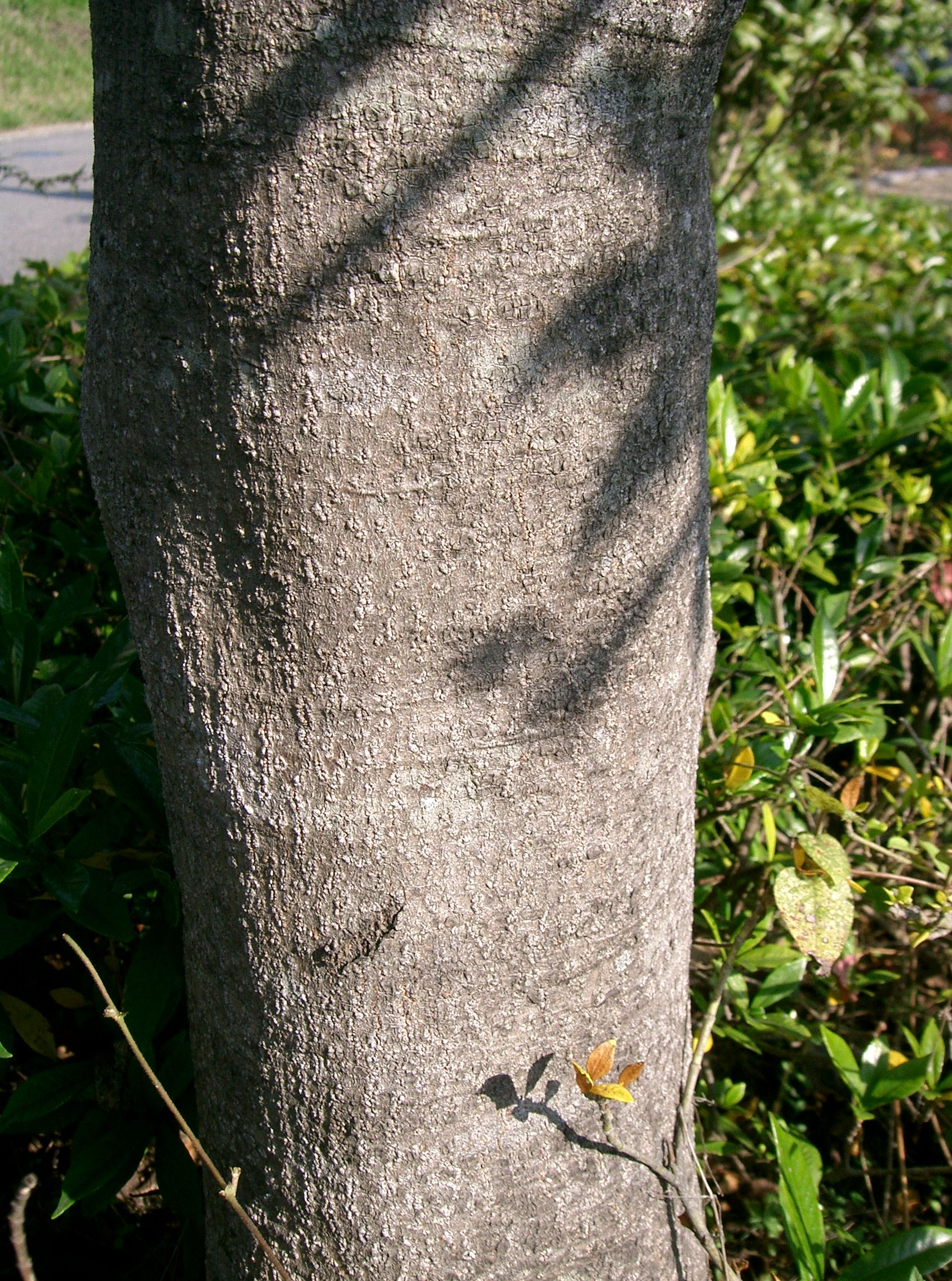
Stamm und Rinde
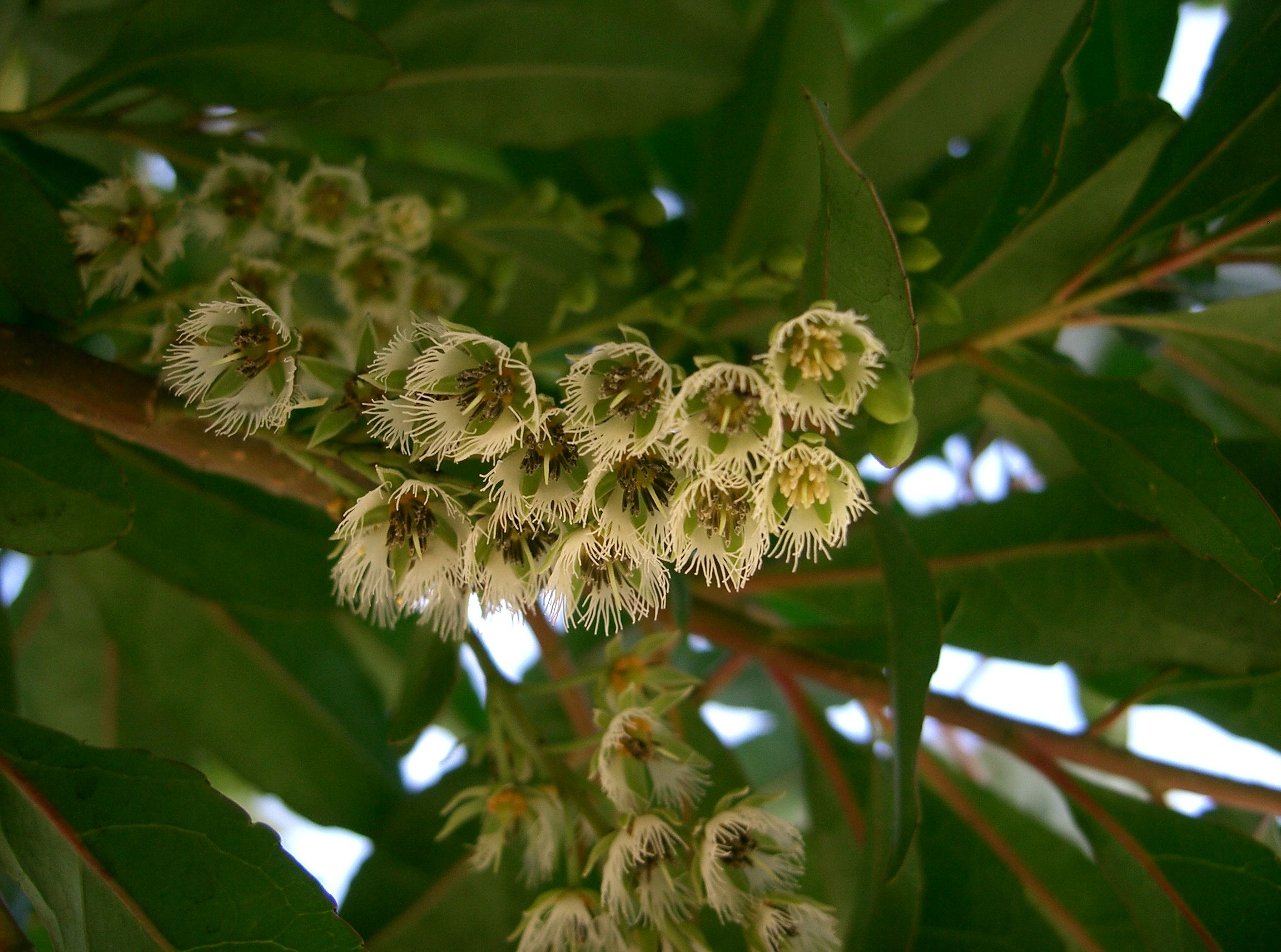
Blütenstand, die Blütenkronblätter sind gefranst
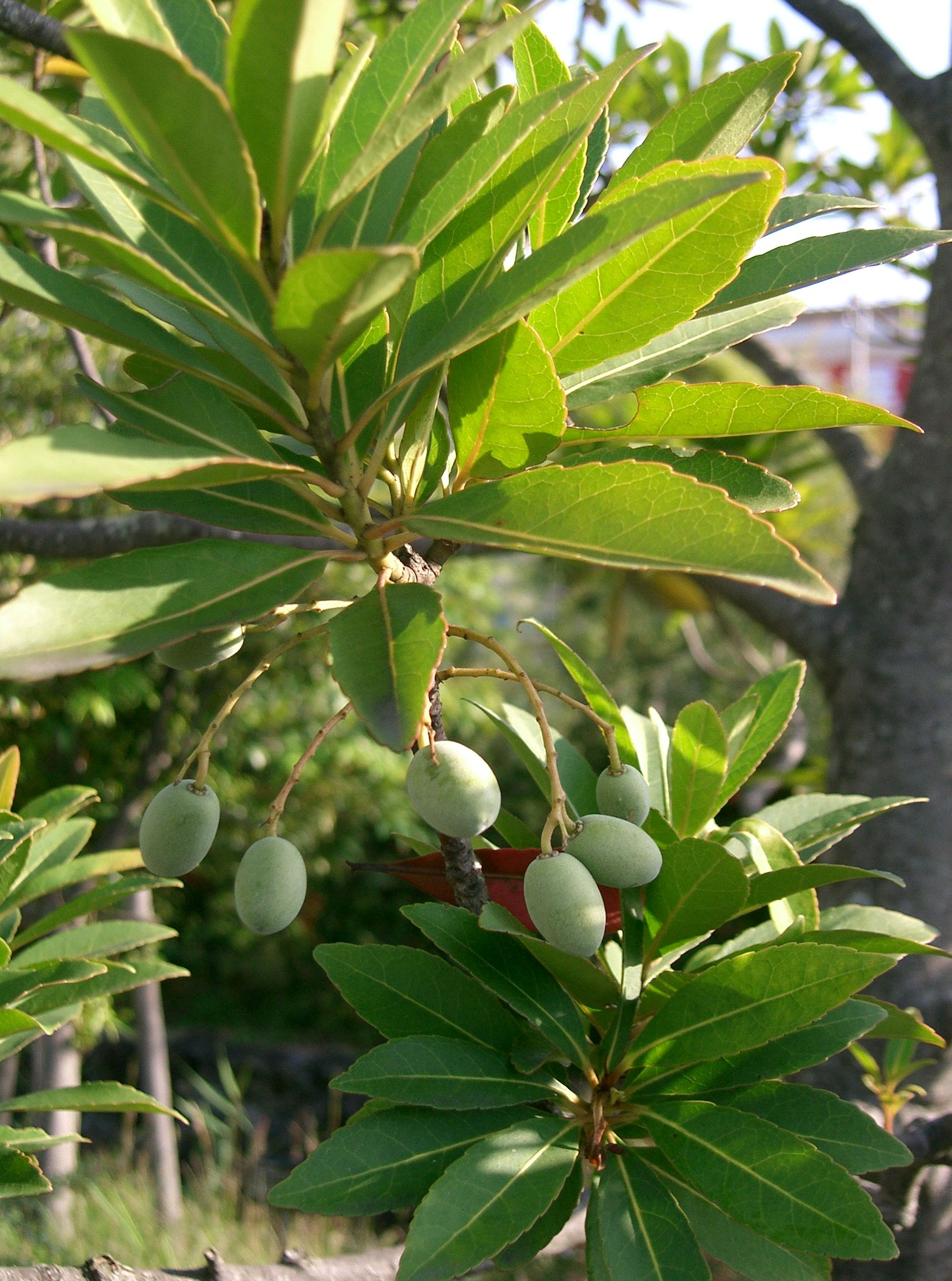
Unreife Früchte und Blätter

Tetratheca thymifolia, ein erikoider Strauch

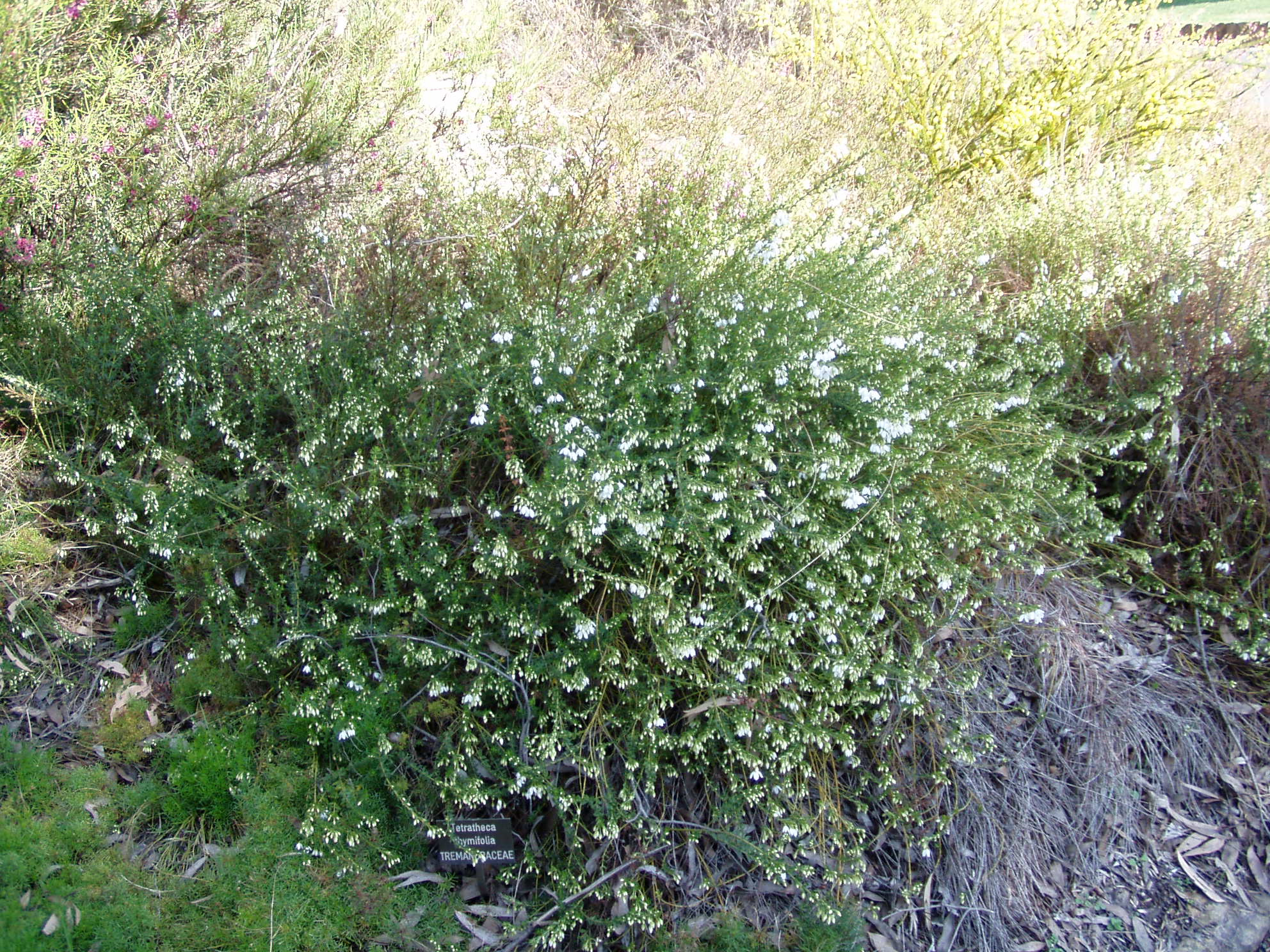
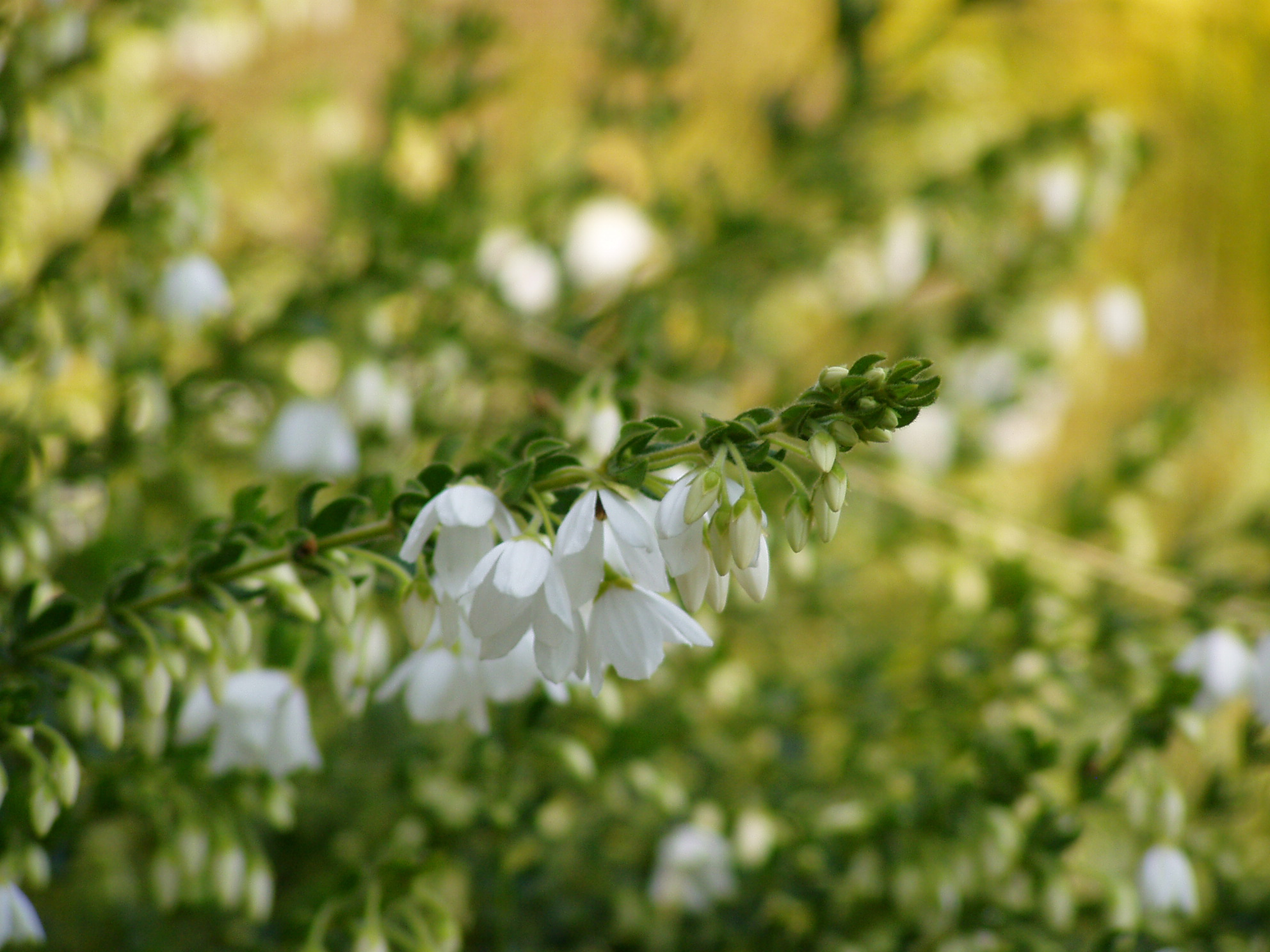